# Western Football League
Western Football League je fotbalová liga v jihozápadní Anglii. Současným sponzorem ligy je Jewishon, takže je tské zvaná Jewson Western League.
V systému anglické fotbalové ligy má devátou a desátou úroveň.
Vítěz postoupí do ligy s úrovní osmou, což je cětšinou Southern League – Division One South, v případě jiných geografických podmínek však může dojít k postupu do jiné ligy. Pod Western League spadají čtyři ligy, Gloucestershire County League, Somerset County League, Dorset Premier League a Wiltshire League.  Do Western League však můžou postoupit i týmy ze South West Peninsula League, divizí Premier Division East nebo West Division East, vzhledem k tomu, že mají úroveň stejnou jako Western League – Division One, postupují přímo do Western League – Premier Division.